# Jean Barthalais
 (janvier 2018).
Jean Barthalais, né le 9 octobre 1920 à Saint-Omer et mort le 22 septembre 2015 à Meylan, est un haut dirigeant sportif français. Il préside la Fédération française de ski de 1980 à 1987.

## Biographie
Habitant Annecy, il découvre le ski avec le CAF d’Annecy en 1937-38 et skie à La Clusaz avec son ami Louis Lachenal.
Pendant la guerre, il arrive en Dauphiné avec les Chantiers de Jeunesse basés aux Seiglières puis à Séchilienne et Uriage, il participe ainsi aux premières constructions « en dur » à Chamrousse (baraquement des chantiers…), il sera membre de l'école des cadres d'Uriage, puis membre du Comité départemental de Libération (CDL) de Haute-Savoie où il présidera la commission de la jeunesse.
Installé ensuite à Grenoble, il fréquente assidûment la station de La Morte en Taillefer (qui deviendra plus tard l'Alpe du Grand Serre).
Entre 1972 et 1974, alors qu’il dirige l'APPS de Grenoble (Association pour la promotion professionnelle et sociale) aujourd'hui devenu l'IMT (Institut des Métiers et des Techniques) ) il organise avec Georges Joubert (alors directeur des équipes de France) des stages « hors saison » (une innovation pour l'époque) pour les skieurs des équipes nationales, associant formation aux langues et à la gestion, l'après-midi étant dédiée à la préparation physique.
Il préside le ski club de l’Alpe du Grand Serre de 1971 à 1985, participant activement aux réunions du Comité régional de ski du Dauphiné et est un temps élu président du comité départemental de ski de l’Isère.
En 1980, la FFS connaît une crise importante. Les comités alpins, dont le comité du Dauphiné, demandent des changements dans l’organisation de la gestion sportive. Il faudra plusieurs semaines pour régler le conflit.  Jean Barthalais, représentant élu du comité du Dauphiné, va ainsi participer aux nombreuses réunions et rencontres organisées avec les instances nationales, la direction des sports. Après qu’une nouvelle assemblée générale ait accepté les propositions avancées par les comités alpins, il est élu au comité directeur et élu président de la FFS.                

## Président de la Fédération française de ski de 1980 à 1987
Sous sa présidence la FFS engage quelques changements :
- la carte neige[9] est lancée en fin d’année 1980.

- les nouvelles glisses (ski de bosses, ski artistique, ski de vitesse et snowboard) vont prendre de l’importance, être mieux intégrées à la vie fédérale et Tignes organise les premiers Championnats du monde de ski artistique en 1986.
- le ski nordique se développe (biathlon...)
- la formation des entraîneurs (en partenariat avec l’Association française des entraîneurs de ski alpin et le SNMSF) est concrétisée par un BEES en 1983.
- la FFS engage des entraîneurs étrangers (les suisses Roland Francey et Jan Tischhauser en 1984).

Dès 1981, il engage la FFS dans le soutien de la candidature d’Albertville pour l’organisation des JO de 1992, et accompagne le comité d’organisation dans la réalisation. Par ailleurs, durant ses mandats, il collabore étroitement avec la Fédération française handisport en particulier pour l’organisation des jeux paralympiques à Tignes en 1992. 
En 1985, après de nombreuses discussions, et pour plus de facilités, il va installer le siège de la FFS à Annecy qui sera inauguré en juin 1985, en remplacement des locaux de Paris et de St Gervais. 
Il représente la FFS dans toutes les instances nationales (Ministère des sports, CNOSF, SNMSF…) et internationales (FIS) et participe activement aux différents travaux qui œuvrent aux développement des sports d’hiver, membre actif du conseil de la FIS, il participe aux travaux de la commission alpine, et incite la FIS à prendre en compte les « nouvelles glisses » qui apparaissent (ski de vitesse, snowboard, télémark...)
Il préside la commission « nouvelles glisses » créée à son initiative, et œuvre à l’inscription du ski de vitesse comme épreuve de démonstration aux JO d’Albertville.
Membre du bureau, puis secrétaire général adjoint du CNOSF, il est nommé chef de mission et assume cette fonction pour les JO de Calgary de 1988. 
Par suite du manque de résultats lors des championnats du Monde de ski alpin de 1987 à Crans Montana, des tensions apparaissent. Il préfère démissionner, pour permettre de nouvelles élections, mais reste vice président de 1988 à 1989.
Il reste ensuite membre de la commission de discipline et s’implique dans l’association des anciens dirigeants de la FFS.